# Edin Ferizovic
Edin Ferizovic (12 de outubro de 1977, Novi Pazar, Sérvia) é um futebolista sérvio que joga como zagueiro no clube de futebol albanês Besa Kavajë.

## História
Edin Ferizovic nasceu em Novi Pazar na Sérvia, mas começou sua carreira no futebol na Macedônia do Norte pelo FK Belasica. De 2004 a 2007 ele se mudou para sua cidade natal para jogar pelo FK Novi Pazar. Na temporada 2007-08 ele foi emprestado para o FK CSK Pivara. Na temporada 2009-10 ele se mudou para a Albânia para jogar pelo Apolonia Fier. Uma temporada depois foi transferido para o Shkumbini Peqin e no começo da temporada 2010-11 foi emprestado ao Besa Kavajë.